# Paperinik
Paperinik és un personatge de ficció creat pel guionista italià Guido Martina i dibuixat per primera vegada per Giovan Battista Carpi com a alter-ego superheroic de l'ànec Donald.
Paperinik és un personatge de còmic sorgit de la ment dels artistes de Disney-Itàlia com a resposta a les queixes del públic de la revista Topolino (on faria la seua primera aparició al número 706 de l'any 1969) que estava fart que l'ànec Donald sempre isquera com a perdedor en totes les historietes, i si en alguna guanyava, ho fera de manera agredolça.
D'aquesta manera, Guido Martina va inventar un alter-ego per a Donald. Ajudat pels invents d'en Gyro Gearloose, Donald podia esdevenir un superheroi que podia venjar-se dels qui l'explotaven o se'n reien d'ell: l'Oncle Garrepa i el seu cosí l'afortunat Gladstone Gander. Amb el temps el personatge va anar evolucionant per esdevenir una espècie de super-heroi convencional que lluita contra el crim organitzat.
Aquest personatge està basat en el personatge literari d'en Fantomas.